# MNK Crnica Šibenik
Malonogometni klub Crnica Šibenik hrvatski je malonogometni klub iz Šibenika koji se trenutačno natječe u Prvoj hrvatskoj malonogometnoj ligi.
Klub je osnovan 1990. godine, a sjedište kluba je u Kornatskoj 17, Šibenik.
Trenutačni trener momčadi je Mladen Perica-Štrla.
Klub je u sezoni 2015./16.} nastupao u kvalifikacijama za plasman u 1. HMNL, no nije uspio[nedostaje izvor]. U sezoni 2016./17., pod vodstvom trenera Robertina Jelovčića, klub osvaja 2. HMNL, plasiravši se u elitno društvo hrvatskog malog nogometa.
Klub je u svojoj premijernoj prvoligaškoj sezoni, 2017./18., izborio poluzavršnicu prvenstva.

## Vanjske poveznice
- Službene stranice
- MNK Crnica na Facebooku
- Crofutsal